# Christus Koningkerk (Roosendaal)
De Christus Koningkerk was een protestants kerkgebouw in de plaats Roosendaal in de Nederlandse provincie Noord-Brabant. De kerk was gelegen aan de Ommegangstraat 18.

## Geschiedenis
De gereformeerden betrokken in 1903 een woonhuis uit 1901 aan de Sophiastraat 14 en bouwden dit om tot kerk. Zij bouwden een nieuw kerkgebouw in 1957 aan de Ommegangstraat en vervolgens heeft de Oud-Episcopaal Katholieke Kerk enkele jaren van het eerdere kerkje gebruik gemaakt. In 2002 werd het weer een woonhuis.
De kerk aan de Ommegangstraat is een klein gebouwtje met het opschrift Christus onze Koning. Het heeft een klein ingebouwd torentje onder zadeldak en rechthoekige vensters. Het werd ontworpen door architectenbureau Rothuizen en 't Hooft.
In 2004 fuseerden de Gereformeerden samen met de Hervormden tot PKN-kerk en hielden hun diensten voortaan in de Kruiskerk. In 2011 werd de Christus Koningkerk gesloopt.